# Frederic Cohen

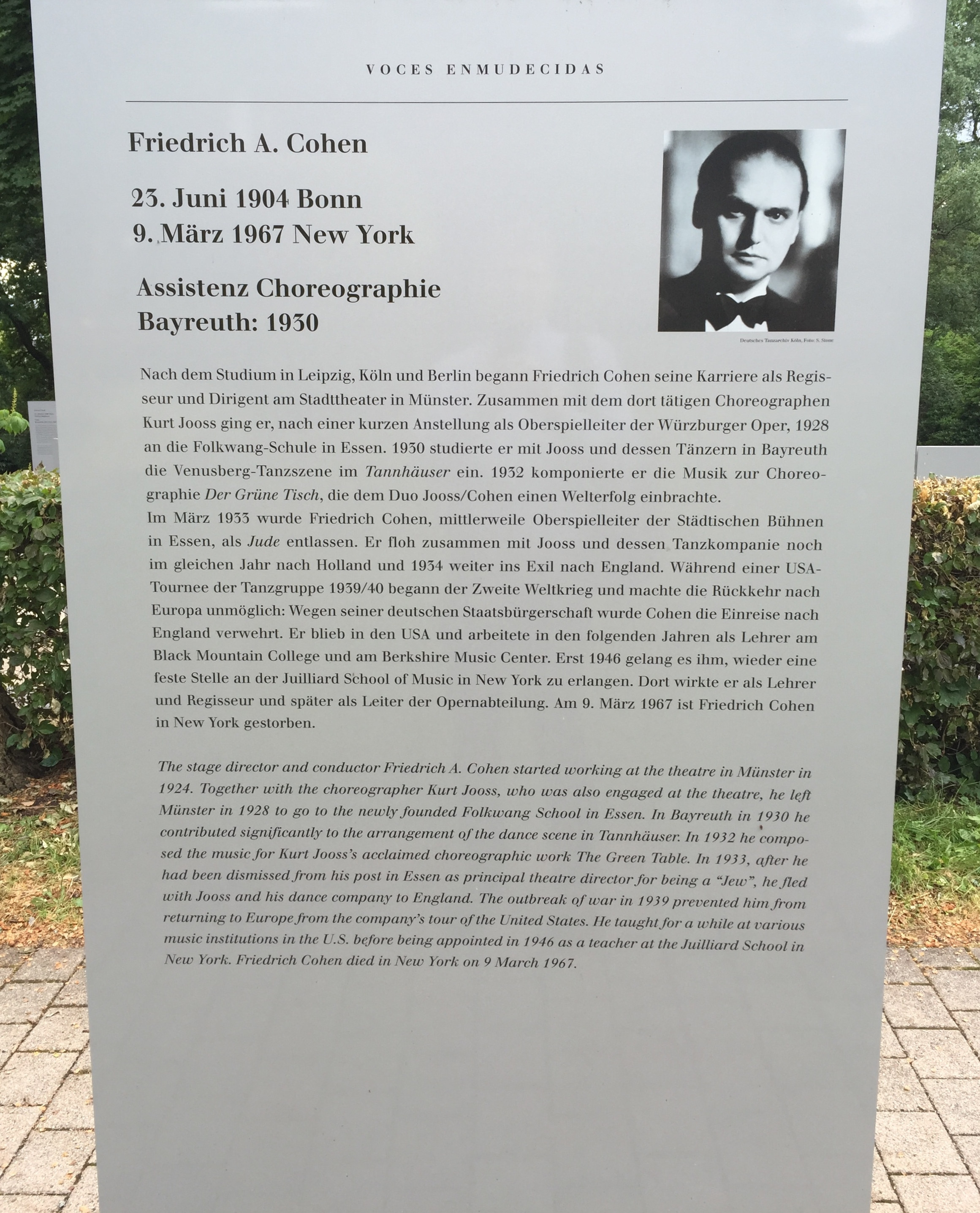
Gedenktafel für Friedrich Cohen in Bayreuth

Frederic Cohen, auch: Friedrich A. Cohen, Fritz A. Cohen (* 23. Juni 1904 in Bonn; † 9. März 1967 in New York City) war ein deutsch-amerikanischer Komponist. Sein bekanntestes Werk ist die Musik zum Ballett Der grüne Tisch.

## Leben
Friedrich Cohen war der Sohn des Bonner Buchhändlers Friedrich Cohen und dessen Frau Hedwig Bouvier. Cohen studierte Komposition an den Hochschulen in Bonn, Leipzig, Köln und Berlin. 1924 war er Klavierbegleiter der Tänzerin Yvonne Georgi und erhielt ein Engagement als Spielleiter am Theater der Stadt Münster unter dem Generalmusikdirektor Rudolf Schulz-Dornburg. Er traf dort auf den Tänzer und Rudolf-Laban-Schüler Kurt Jooss, für den er 1926 das Ballett Tragödie als erstes von elf Jooss-Balletten komponierte. 1927 heirateten er und die Jooss-Tänzerin Elsa Kahl (1901–1992) in Münster. Schulz-Dornburg, Hein Heckroth und Joos gründeten 1927 die Folkwang-Schule in Essen und Cohen erhielt dort 1928 eine Dozentur. Schulz-Dornburg holte ihn, der zwischenzeitlich als Spielleiter in Würzburg tätig war, 1930 auch an das Essener Theater. Jooss und Cohen hatten ab 1927 ihren großen Erfolg mit dem pantomimischen Ballett Der grüne Tisch, das 1932 in Paris ausgezeichnet wurde. Bei den Bayreuther Festspielen 1930 choreographierten Laban, Jooss und Cohen das Bacchanal im Tannhäuser. Cohen war bei den Balletts Jooss zwischen 1932 und 1942 der musikalische Leiter.
Nach der Machtergreifung der Nationalsozialisten 1933 wurde Jooss im Zuge der Judenverfolgung gezwungen, die jüdischen Mitglieder seiner Ballett-Companie zu entlassen, stattdessen emigrierte er mit der Ballett-Truppe nach London und präsentierte mit ihr auf weltweiten Tourneen bis 1942 seine Choreographien. Cohen und seine Frau zogen 1941 weiter in die USA, und er war dort an verschiedenen Colleges, so auch am Black Mountain College, als Musiklehrer tätig. Im Tanglewood des Berkshire Music Center war er eine Zeit lang Opernspielleiter und spielte dort am 26. Februar 1944 die Klavierbegleitung zur englischsprachigen Erstaufführung von Bertolt Brechts Furcht und Elend des Dritten Reiches in der Übersetzung von Eric Bentley. Von 1946 bis 1963 war er Lehrer an der Juilliard School. Zur Reihe der von ihm organisierten oder auch dirigierten Weltpremieren oder US-amerikanischen Erstaufführungen gehörte 1952 Le jeu de Robin et Marion des Adam de la Halle in der musikalischen Einrichtung von Darius Milhaud am „Juilliard Opera Theater“, welches er 1951 gegründet hatte. Unter seinem Dirigat fanden dort auch Werke von Benjamin Britten, Zoltán Kodály, Luigi Dallapiccola, Vittorio Giannini und Richard Strauss ihre US-amerikanische Premiere.
Im Jahr 1951 wurde Cohen Präsident der US-amerikanischen Sektion der Internationalen Gesellschaft für Neue Musik.

## Schriften
- A manifesto for opera in the United States. In: Juilliard review, v. 4, no. 3 1957.